# Gustaf Arvid Liljeblad
Gustaf Arvid Liljeblad,  ursprungligen Pettersson, född den 24 juli 1891 i Ånge i Borgsjö församling, Västernorrlands län, död den 15 maj 1955 i Lits församling, Jämtlands län, var en svensk militär.
Liljeblad blev underlöjtnant vid Jämtlands fältjägarregemente 1914, löjtnant där 1916 och kapten där 1929. Han befordrades till major vid Västernorrlands regemente 1938. Liljeblad blev major på reservstat vid Jämtlands fältjägarregemente 1941 och överstelöjtnant där 1942, senare i regementets reserv. Han var befälhavare för Östersunds försvarsområde 1942–1951. Liljeblad blev riddare av Svärdsorden 1935.